# Боде, Яна
Яна Боде (нем. Jana Bode, 1 марта 1969, Рохлиц, Германия) — немецкая саночница, выступавшая за сборную Германии в начале 1980-х — конце 1990-х годов. Принимала участие в зимних Олимпийских играх 1994 года в Лиллехаммере и в программе женских одиночных заездов заняла четырнадцатое место.
Яна Боде является обладательницей пяти медалей чемпионатов мира, в её послужном списке одна золотая награда (одиночные заезды: 1996), две серебряные (одиночные заезды: 1997; смешанные команды: 1996) и две бронзовые (одиночные заезды: 1990, 1991). Спортсменка пять раз получала подиум чемпионатов Европы, в том числе одни раз была первой (одиночные заезды: 1996), трижды второй (одиночные заезды: 1994; смешанные команды: 1990, 1994) и один раз третьей (одиночные заезды: 1990).
Лучший результат на Кубке мира показала в сезоне 1995—1996, по итогам всех заездов поднявшись на первую позицию. По окончании карьеры профессиональной спортсменки продолжила службу солдатом в армии Германии.